# 6921 Janejacobs
6921 Janejacobs là một tiểu hành tinh vành đai chính với chu kỳ quỹ đạo là 1256.4769204 ngày (3.44 năm).
Nó được phát hiện ngày 14 tháng 5 năm 1993.